# Kalman Schulman
Pour les articles homonymes, voir Schulman.
Kalman Schulman est un historien, auteur et poète juif russe, né en 1819 à Bykhov, gouvernement de Moguilev dans l'Empire russe (maintenant Bykhaw dans le voblast de Mahiliow en Biélorussie), et mort le 2 janvier 1899 à Wilna.

## Biographie

### Ses premières années
Schulman apprend l'hébreu et le Talmud dans un heder (école élémentaire juive), et deux ans après son mariage en 1835, il part étudier à la yechiva de Volojine. Les six ans passés, plongé dans les livres, lui causent une affection oculaire l'obligeant à se soigner à Vilna (maintenant Vilnius en Lituanie). Là, il entre dans la Klaus fondée par le Gaon de Vilna pour poursuivre ses études talmudique. Il s'intéresse à la Haskala, le mouvement des Lumières juif, fréquente plusieurs auteurs maskilique et se lie d'amitié avec Michah Joseph Lebensohn. 
Son extrême pauvreté le force à divorcer. Peu après, il quitte Wilna et s'installe à Kalvarija où il devient enseignant en hébreu et commence alors son étude grammaticale de l'hébreu et de l'allemand. En 1843, il retourne à Wilna et entre à la yechiva du rabbin Israel Ginsberg qui lui décerne le diplôme de rabbin.
L'idée de Schulman est de susciter une renaissance juive en Russie. Il sait que la seule langue qui lui permettra d'atteindre son but est l'hébreu, qui a été négligé pendant des siècles. Il s'efforce de le ressusciter. Schulman dans ses écrits se limite à l'utilisation de termes strictement bibliques, mais du fait de son expérience dans l'utilisation de l'hébreu, il arrive sans peine à exprimer toutes ses pensées même les plus modernes. Il devient alors un des auteurs juifs les plus lus. Il réussit à éveiller l'amour de la littérature et de la science à de nombreux coreligionnaires et à leur montrer qu'ils ont une histoire glorieuse et resplendissante et qu'en dehors de leur quartier misérable en Russie, il existe un monde merveilleux. 
Schulman est devenu célèbre pour avoir adressé une pétition à Moïse Montefiore en 1846, au nom des Juifs résidant à moins de cinquante verstes environ des frontières de la Russie avec l'Allemagne et l'Autriche, et qui par une loi spéciale du gouvernement russe sont obligés de quitter leur habitation. Loewe, secrétaire et ami de Montefiore, impressionné par Schulman, désire faire sa connaissance. Par son intermédiaire, il est présenté au poète Isaac Bär Levinsohn et à d'autres intellectuels progressistes de Wilna. À partir de cette période, son activité littéraire redouble. Son premier ouvrage publié sous le titre Kol Bokim (La voix des pleureurs), est l'oraison funèbre qu'il a prononcé à la mort du rabbin Ginsberg. En 1848, il publie Safah Berurah (Une langue claire), un recueil de proverbes et d'épigrammes.

### Sa vie littéraire
En 1849 Schulman est nommé professeur de langue et littérature hébraïque au lycée de Vilna. En 1858, Harisut Beter (Les ruines de Betar), une description des faits héroïques de Shimon bar Kokhba, est publié, suivi en 1859 par Toledot Yosef, une biographie du grand prêtre Joseph ben Mattathias. Parmi les ouvrages traitant de l'histoire juive, on trouve aussi Milḥamot ha-Yehudim sur les guerres juives et Dibre Yeme ha-Yehudim publié à Vienne en 1876, qui est la traduction en hébreu de la première partie du Geschichte der Juden (Histoire des Juifs) de Heinrich Graetz. Sur l'histoire des antiquités, il écrit Halikot Ḳedem (Les chemins vers l'Est), une description ethnographique de la Palestine et d'autres pays moyen-orientaux, puis Shulammit qui est la suite de Halikot Ḳedem; Ariel en 1856 traite des antiquités de Babylone, d'Assyrie, de Ninive, etc., et Ḳadmoniyyot ha-Yehudim (Les antiquités des Juifs).
Schulman rédige une traduction abrégée en hébreu du roman populaire français Les mystères de Paris d'Eugène Sue qu'il publie en quatre volumes de 1857 à 1860 sous le titre Mistere Paris. Ce roman d'aventure mélodramatique obtient un grand succès et est tiré à plusieurs milliers d'exemplaires. Cette publication va entrainer une discussion animée sur le bien-fondé de l'adaptation de ce roman en hébreu. 
Son travail le plus important est cependant une histoire universelle en neuf parties, basée sur l'ouvrage Allgemeine Weltgeschicht de Georg Weber. Il apparait en 1867 sous le titre de Divre Yeme 'Olam. Parmi ses autres ouvrages, on peut citer: Ḳiryat Melek Rab (La ville du grand roi), en 1869, une description historique de Saint-Pétersbourg; Mosede Ereẓ (Les fondations de la terre), en 1870-1879, une géographie générale en 10 volumes; Toledot Ḥakme Yisrael, des esquisses biographiques et Osher u-Ẓedaḳah, une biographie du fondateur de la dynastie des Rothschild. 
Schulman est aussi un journaliste contribuant aux journaux en hébreu Ha-Maggid, Ha-Lebanon; Ha-Karmel et Ha-Meliẓ.

### Son approche maskilique
Son approche maskilique est associée à une forte influence religieuse, dans l'esprit de la Haskala modérée de Vilna. C'est la raison pour laquelle, dans ses traductions, il a tendance à minimiser les éléments qui contredisent la tradition juive. Par exemple, dans sa traduction du Geschichte der Juden de Graetz, il inclut des ajouts personnels sur la signification religieuse de l'histoire juive, tout en passant rapidement sur les observations et conclusions qui font incontestablement partie des idéologies séculaires modernes. Ses tendances orthodoxes irritent les maskilim radicaux tels que Moïse Lilienblum, mais contribue à la popularité de ses livres, avec une large audience de lecteurs traditionalistes. Avec du recul, certains critiques ont vu dans Schulman un précurseur du sionisme en raison de son livre sur la Terre d'Israël, bien que selon Avner Holtzman sa description de la Terre Sainte et de son histoire résulte plutôt d'un romantisme religieux que de motifs nationalistes.
En 1895, il est fêté par toute l'élite intellectuelle juive de Vilna pour le jubilé de ses activités littéraires